# Тінгаєв Микола Якович
Микола Якович Тінгаєв (14 січня 1907, село Мордовська Бокла Бугурусланського повіту Оренбурзької губернії, тепер село Совєтське Бугурусланського району Оренбурзької області, Російська Федерація — ?, Російська Федерація) — радянський діяч, голова Ради міністрів Мордовської АРСР. Депутат Верховної ради СРСР 2-го скликання. Кандидат технічних наук.

## Біографія
Народився в селянській родині. Закінчив Саранську школу радянського та партійного будівництва 2-го ступеня.
Член ВКП(б) з 1929 року.
У 1929—1931 роках — начальник відділу кадрів Мордовського обласного земельного відділу.
У 1931—1934 роках — заступник начальника політичного відділу машинно-тракторної станції; секретар районного комітету ВКП(б) у Сталінградському краї.
У 1936—1939 роках — студент, у 1939—1942 роках — аспірант Сталінградського механічного інституту.
З 1942 року — завідувач організаційно-інструкторського відділу Сталінградського обласного комітету ВКП(б); голова оперативної трійки Сталінградського обласного комітету ВКП(б) та виконавчого комітету Сталінградської обласної ради при Донському фронті.
У серпні 1944 — січні 1950 року — голова Ради народних комісарів (з 1946 року — Ради міністрів) Мордовської АРСР.
Подальша доля невідома.

## Нагороди
- медаль «За оборону Сталінграда»
- медалі